# Liste des chapelles du Tarn
La liste des chapelles du Tarn présente les chapelles situées sur le territoire des communes du département français du Tarn. Il est fait état des diverses protections dont elles peuvent bénéficier, et notamment les inscriptions et classements au titre des monuments historiques.
Toutes sont situées dans le diocèse d'Albi, Castres et Lavaur.

## Liste
| Chapelle                                                                          | Commune                 | Adresse                 | Coordonnées                      | Notice         | Protection                             | Date | Illustration                                                                      |
| --------------------------------------------------------------------------------- | ----------------------- | ----------------------- | -------------------------------- | -------------- | -------------------------------------- | ---- | --------------------------------------------------------------------------------- |
| Chapelle basse du calvaire d'Aguts                                                | Aguts                   |                         | 43° 31′ 24″ nord, 1° 55′ 32″ est |                |                                        |      | Image manquante Téléverser                                                        |
| Chapelle intermédiaire du calvaire d'Aguts                                        | Aguts                   |                         | 43° 31′ 23″ nord, 1° 55′ 33″ est |                |                                        |      | Image manquante Téléverser                                                        |
| Chapelle du calvaire d'Aguts                                                      | Aguts                   |                         | 43° 31′ 19″ nord, 1° 55′ 41″ est |                |                                        |      | Image manquante Téléverser                                                        |
| Chapelle de l'hôpital général d'Albi                                              | Albi                    | place de Lapérouse      | à géolocaliser                   |                |                                        |      | Image manquante Téléverser                                                        |
| Chapelle du centre hospitalier spécialisé Pierre Jamet d'Albi                     | Albi                    | rue de Lavazière        | à géolocaliser                   |                |                                        |      | Image manquante Téléverser                                                        |
| Chapelle du couvent des Dominicaines d'Albi                                       | Albi                    | rue de la République    | 43° 55′ 49″ nord, 2° 08′ 55″ est |                |                                        |      | Image manquante Téléverser                                                        |
| Chapelle du Grand Séminaire d'Albi                                                | Albi                    | rue de la République    | à géolocaliser                   |                |                                        |      | Image manquante Téléverser                                                        |
| Chapelle du lycée Lapérouse d'Albi                                                | Albi                    | rue Émile Grand         | 43° 55′ 48″ nord, 2° 08′ 48″ est |                |                                        |      | Image manquante Téléverser                                                        |
| Chapelle Sainte-Carême d'Albi                                                     | Albi                    | rue Sainte-Carême       | 43° 55′ 35″ nord, 2° 07′ 21″ est |                |                                        |      | Image manquante Téléverser                                                        |
| Chapelle Saint-Jean de Veyrières d'Albi                                           | Albi                    | rue Paul Claudel        | 43° 54′ 54″ nord, 2° 08′ 20″ est |                |                                        |      | Image manquante Téléverser                                                        |
| Chapelle Saint-Martin d'Albi                                                      | Albi                    | rue Jean Rieux          | 43° 55′ 32″ nord, 2° 09′ 46″ est |                |                                        |      | Image manquante Téléverser                                                        |
| Chapelle Saint-Joseph d'Albi                                                      | Albi                    | rue Négo Danos          | à géolocaliser                   |                |                                        |      | Image manquante Téléverser                                                        |
| Chapelle Sainte-Cécile d'Ambres                                                   | Ambres                  |                         | 43° 43′ 30″ nord, 1° 50′ 34″ est |                |                                        |      | Image manquante Téléverser                                                        |
| Chapelle Saint-Eugène d'Ambres                                                    | Ambres                  |                         | 43° 44′ 02″ nord, 1° 51′ 38″ est |                |                                        |      | Image manquante Téléverser                                                        |
| Chapelle Saint-Jean-Baptiste de Montferrier                                       | Ambres                  |                         | 43° 43′ 57″ nord, 1° 50′ 36″ est |                |                                        |      | Image manquante Téléverser                                                        |
| Chapelle Saint-Géraud de Saint-Géraud (Andouque)                                  | Andouque                |                         | 44° 01′ 45″ nord, 2° 19′ 32″ est |                |                                        |      | Image manquante Téléverser                                                        |
| Chapelle de la Maurinié Haute                                                     | Bellegarde-Marsal       |                         | 43° 56′ 23″ nord, 2° 17′ 38″ est |                |                                        |      | Image manquante Téléverser                                                        |
| Chapelle de la Béguinié                                                           | Berlats                 |                         | 43° 41′ 46″ nord, 2° 34′ 08″ est |                |                                        |      | Image manquante Téléverser                                                        |
| Chapelle Saint-Eugène de Brens                                                    | Brens                   |                         | 43° 53′ 07″ nord, 1° 54′ 51″ est |                |                                        |      | Image manquante Téléverser                                                        |
| Chapelle Saint-Pierre de Bézelle de Cadalen                                       | Cadalen                 |                         | 43° 49′ 29″ nord, 1° 57′ 21″ est |                |                                        |      | Image manquante Téléverser                                                        |
| Chapelle Saint-Sernin de Salettes                                                 | Cahuzac-sur-Vère        |                         | 43° 57′ 52″ nord, 1° 55′ 11″ est |                |                                        |      | Image manquante Téléverser                                                        |
| Chapelle de Campagnac                                                             | Campagnac               |                         | à géolocaliser                   |                |                                        |      | Image manquante Téléverser                                                        |
| Chapelle de l'ancienne clinique Sainte-Barbe de Carmaux                           | Carmaux                 |                         | 44° 03′ 12″ nord, 2° 09′ 22″ est |                |                                        |      | Image manquante Téléverser                                                        |
| Chapelle Saint-Roch, église Sainte-Cécile de Carmaux                              | Carmaux                 |                         | à géolocaliser                   |                |                                        |      | Image manquante Téléverser                                                        |
| Chapelle du cimetière Sainte-Cécile de Carmaux                                    | Carmaux                 |                         | 44° 03′ 19″ nord, 2° 09′ 57″ est |                |                                        |      | Image manquante Téléverser                                                        |
| Chapelle Notre-Dame de Gradille                                                   | Castelnau-de-Montmiral  |                         | 43° 55′ 42″ nord, 1° 49′ 45″ est |                |                                        |      | Image manquante Téléverser                                                        |
| Chapelle Saint-Jean de Montels de Saint-Jean                                      | Castelnau-de-Montmiral  |                         | 43° 56′ 44″ nord, 1° 47′ 11″ est |                |                                        |      | Image manquante Téléverser                                                        |
| Chapelle du Carmel de Castres                                                     | Castres                 | rue de l'Amiral-Galiber | à géolocaliser                   |                |                                        |      | Image manquante Téléverser                                                        |
| Chapelle du château de Gourjade                                                   | Castres                 | rue de Gourjade         | 43° 37′ 09″ nord, 2° 15′ 03″ est |                |                                        |      | Image manquante Téléverser                                                        |
| Chapelle du couvent des Cordeliers de Castres                                     | Castres                 |                         | 43° 36′ 28″ nord, 2° 14′ 20″ est |                |                                        |      | Chapelle du couvent des Cordeliers de Castres                                     |
| Chapelle du Sacré-Cœur de Castres                                                 | Castres                 | rue Mahuziès            | à géolocaliser                   |                |                                        |      | Image manquante Téléverser                                                        |
| Chapelle oratoire de Castres                                                      | Castres                 | boulevard Lyautey       | à géolocaliser                   |                |                                        |      | Image manquante Téléverser                                                        |
| Chapelle oratoire de Castres                                                      | Castres                 | boulevard Lyautey       | à géolocaliser                   |                |                                        |      | Image manquante Téléverser                                                        |
| Chapelle du couvent du Saint-Sacrement de Castres                                 | Castres                 |                         | 43° 36′ 12″ nord, 2° 14′ 59″ est |                |                                        |      | Image manquante Téléverser                                                        |
| Chapelle Notre-Dame-de-Sanguinou                                                  | Caucalières             |                         | 43° 32′ 24″ nord, 2° 19′ 10″ est |                |                                        |      | Chapelle Notre-Dame-de-Sanguinou                                                  |
| Chapelle du Saint-Crucifix de Cordes-sur-Ciel                                     | Cordes-sur-Ciel         |                         | 44° 03′ 54″ nord, 1° 57′ 15″ est | « PA00095524 » | Classé MH                              | 1984 | Chapelle du Saint-Crucifix de Cordes-sur-Ciel                                     |
| La Capelette Saint-Jacques                                                        | Cordes-sur-Ciel         |                         | 44° 03′ 46″ nord, 1° 57′ 21″ est | « PA00095528 » | Inscrit MH Chapelle, dite La Capelette | 1927 | La Capelette Saint-Jacques                                                        |
| Chapelle des Trinitaires de Cordes-sur-Ciel                                       | Cordes-sur-Ciel         |                         | à géolocaliser                   |                |                                        |      | Image manquante Téléverser                                                        |
| Chapelle du couvent Notre-Dame de Cordes-sur-Ciel                                 | Cordes-sur-Ciel         |                         | à géolocaliser                   |                |                                        |      | Image manquante Téléverser                                                        |
| Chapelle Saint-Jean de Saint-Jean                                                 | Cordes-sur-Ciel         |                         | 44° 03′ 08″ nord, 1° 56′ 58″ est |                |                                        |      | Image manquante Téléverser                                                        |
| Chapelle du château de Massoulard                                                 | Cuq-Toulza              |                         | 43° 34′ 27″ nord, 1° 51′ 32″ est |                |                                        |      | Image manquante Téléverser                                                        |
| Chapelle de l'hospice le Refuge de Dourgne                                        | Dourgne                 |                         | 43° 29′ 04″ nord, 2° 08′ 23″ est |                |                                        |      | Chapelle de l'hospice le Refuge de Dourgne                                        |
| Chapelle Notre-Dame-de-Fatima de Dourgne                                          | Dourgne                 |                         | 43° 27′ 44″ nord, 2° 07′ 42″ est |                |                                        |      | Image manquante Téléverser                                                        |
| Chapelle Saint-Ferréol de Dourgne                                                 | Dourgne                 |                         | 43° 28′ 42″ nord, 2° 09′ 27″ est |                |                                        |      | Chapelle Saint-Ferréol de Dourgne                                                 |
| Chapelle Saint-Stapin de Dourgne                                                  | Dourgne                 |                         | 43° 28′ 49″ nord, 2° 08′ 46″ est |                |                                        |      | Image manquante Téléverser                                                        |
| Chapelle Notre-Dame de Font Bruno                                                 | Escoussens              |                         | 43° 27′ 37″ nord, 2° 14′ 36″ est |                |                                        |      | Image manquante Téléverser                                                        |
| Chapelle Gréco-Chrétienne de Prat Long                                            | Espérausses             |                         | 43° 42′ 44″ nord, 2° 30′ 28″ est |                |                                        |      | Image manquante Téléverser                                                        |
| Chapelle de la Fontaine-de-la-Mère-de-Dieu de Faussergues                         | Faussergues             |                         | 44° 01′ 47″ nord, 2° 27′ 42″ est |                |                                        |      | Image manquante Téléverser                                                        |
| Chapelle du château Sainte-Anne de Fiac                                           | Fiac                    |                         | 43° 42′ 42″ nord, 1° 56′ 22″ est |                |                                        |      | Image manquante Téléverser                                                        |
| Chapelle Saint-Salvy de Saint-Salvy (Fiac)                                        | Fiac                    |                         | 43° 43′ 03″ nord, 1° 53′ 01″ est |                |                                        |      | Image manquante Téléverser                                                        |
| Chapelle de Sécun                                                                 | Fontrieu                |                         | 43° 36′ 28″ nord, 2° 33′ 27″ est |                |                                        |      | Image manquante Téléverser                                                        |
| Rotonde d'Oulias                                                                  | Fontrieu                |                         | 43° 39′ 15″ nord, 2° 31′ 59″ est | « PA81000014 » | Inscrit MH                             | 2001 | Rotonde d'Oulias                                                                  |
| Chapelle Saint-Martin de Saint-Martin de Villecourtes                             | Gaillac                 |                         | 43° 54′ 33″ nord, 1° 55′ 38″ est |                |                                        |      | Image manquante Téléverser                                                        |
| Chapelle Saint-Vincent de Gandels                                                 | Garrevaques             |                         | 43° 29′ 13″ nord, 1° 59′ 32″ est |                |                                        |      | Image manquante Téléverser                                                        |
| Chapelle du château de Lagassié                                                   | Garrigues               |                         | 43° 42′ 36″ nord, 1° 43′ 21″ est |                |                                        |      | Image manquante Téléverser                                                        |
| Chapelle Saint-Pierre-du-Puy de Saint-Anatole                                     | Giroussens              |                         | 43° 46′ 11″ nord, 1° 49′ 39″ est |                |                                        |      | Image manquante Téléverser                                                        |
| Chapelle Notre-Dame de Sept Fages                                                 | Giroussens              |                         | 43° 45′ 02″ nord, 1° 50′ 24″ est |                | Modèle:Inscrit 1942,                   |      | Image manquante Téléverser                                                        |
| Chapelle Saint-Roch de Graulhet                                                   | Graulhet                |                         | 43° 45′ 56″ nord, 1° 59′ 27″ est |                |                                        |      | Image manquante Téléverser                                                        |
| Chapelle Saint-Sernin de Saint-Sernin                                             | Graulhet                |                         | 43° 44′ 01″ nord, 2° 01′ 48″ est |                |                                        |      | Image manquante Téléverser                                                        |
| Chapelle du château de Braconnac                                                  | Jonquières              |                         | 43° 39′ 55″ nord, 2° 08′ 40″ est |                |                                        |      | Image manquante Téléverser                                                        |
| Chapelle Saint-Jean-de-Magreperbeyre de la Badié-Vieille                          | Jonquières              |                         | 43° 39′ 53″ nord, 2° 09′ 47″ est |                |                                        |      | Image manquante Téléverser                                                        |
| Chapelle Notre-Dame-de-Grâce de Labruguière                                       | Labruguière             |                         | 43° 32′ 35″ nord, 2° 16′ 10″ est |                |                                        |      | Image manquante Téléverser                                                        |
| Chapelle Sainte-Cécile des Bonnelles                                              | Labruguière             |                         | 43° 31′ 14″ nord, 2° 13′ 26″ est |                |                                        |      | Image manquante Téléverser                                                        |
| Chapelle Saint-Jean-del-Frech dite du Plateau de Lacaze                           | Lacaze                  |                         | 43° 43′ 02″ nord, 2° 31′ 13″ est |                |                                        |      | Chapelle Saint-Jean-del-Frech dite du Plateau de Lacaze                           |
| Chapelle Notre-Dame-des-Bois de Larroque                                          | Larroque                |                         | 44° 00′ 42″ nord, 1° 42′ 28″ est |                |                                        |      | Chapelle Notre-Dame-des-Bois de Larroque                                          |
| Chapelle de Mespel                                                                | Larroque                |                         | à géolocaliser                   |                |                                        |      | Image manquante Téléverser                                                        |
| Chapelle du monastère des Sœurs-du-Christ de Lavaur                               | Lavaur                  |                         | 43° 41′ 55″ nord, 1° 49′ 15″ est |                |                                        |      | Image manquante Téléverser                                                        |
| Chapelle Saint-Alain-le-Vieux de Séga                                             | Lavaur                  |                         | 43° 43′ 00″ nord, 1° 49′ 58″ est |                |                                        |      | Image manquante Téléverser                                                        |
| Chapelle Saint-Cirgue de Sainte-Cirgue (Lavaur)                                   | Lavaur                  |                         | 43° 42′ 36″ nord, 1° 45′ 00″ est |                |                                        |      | Image manquante Téléverser                                                        |
| Chapelle Saint-Eugène de Saint-Eugène (Lavaur)                                    | Lavaur                  |                         | 43° 43′ 24″ nord, 1° 46′ 15″ est |                |                                        |      | Image manquante Téléverser                                                        |
| Chapelle de Lacalm                                                                | Le Fraysse              |                         | à géolocaliser                   |                |                                        |      | Image manquante Téléverser                                                        |
| Chapelle du Garric                                                                | Le Garric               |                         | 44° 00′ 38″ nord, 2° 09′ 55″ est |                |                                        |      | Image manquante Téléverser                                                        |
| Chapelle Sainte-Lucie des Cabannes                                                | Les Cabannes            |                         | 44° 05′ 10″ nord, 1° 55′ 24″ est |                |                                        |      | Image manquante Téléverser                                                        |
| Chapelle de Bouzons                                                               | Lugan                   |                         | 43° 44′ 12″ nord, 1° 42′ 37″ est |                |                                        |      | Image manquante Téléverser                                                        |
| Chapelle du couvent Sainte-Anne des Pauvres Filles de Jésus de Massac-Séran       | Massac-Séran            |                         | à géolocaliser                   |                |                                        |      | Image manquante Téléverser                                                        |
| Chapelle du petit séminaire de Massals                                            | Massals                 |                         | 43° 51′ 02″ nord, 2° 31′ 28″ est |                |                                        |      | Image manquante Téléverser                                                        |
| Chapelle de La Higue                                                              | Mazamet                 |                         | 43° 27′ 25″ nord, 2° 22′ 19″ est |                |                                        |      | Image manquante Téléverser                                                        |
| Chapelle Saint-Pierre des Plots                                                   | Mazamet                 |                         | à géolocaliser                   |                |                                        |      | Image manquante Téléverser                                                        |
| Chapelle de Négrin                                                                | Mazamet                 |                         | à géolocaliser                   |                |                                        |      | Image manquante Téléverser                                                        |
| Chapelle du couvent des Clarisses de Mazamet                                      | Mazamet                 |                         | à géolocaliser                   |                |                                        |      | Image manquante Téléverser                                                        |
| Chapelle Sainte-Bernadette de la Lauze                                            | Mazamet                 |                         | 43° 29′ 39″ nord, 2° 23′ 30″ est |                |                                        |      | Image manquante Téléverser                                                        |
| Chapelle de Canitrot                                                              | Monestiés               |                         | 44° 04′ 28″ nord, 2° 08′ 16″ est |                |                                        |      | Image manquante Téléverser                                                        |
| Chapelle Sainte-Cécile-de-Sabin de La Goussaudié                                  | Monestiés               |                         | 44° 06′ 14″ nord, 2° 05′ 00″ est |                |                                        |      | Image manquante Téléverser                                                        |
| Chapelle Saint-Jacques de Monestiés                                               | Monestiés               |                         | 44° 04′ 19″ nord, 2° 05′ 52″ est |                |                                        |      | Chapelle Saint-Jacques de Monestiés                                               |
| Chapelle de Puech-du-Taur                                                         | Montans                 |                         | 43° 51′ 11″ nord, 1° 48′ 51″ est |                |                                        |      | Image manquante Téléverser                                                        |
| Chapelle Saint-Pierre de Montgaillard                                             | Montgaillard            |                         | 43° 55′ 20″ nord, 1° 35′ 22″ est |                |                                        |      | Image manquante Téléverser                                                        |
| Chapelle Notre-Dame-de-l'Assomption d'Auvezines                                   | Montgey                 |                         | 43° 30′ 17″ nord, 1° 56′ 53″ est |                |                                        |      | Image manquante Téléverser                                                        |
| Chapelle du château de Castelfranc de Montredon-Labessonnié                       | Montredon-Labessonnié   |                         | 43° 43′ 32″ nord, 2° 17′ 31″ est |                |                                        |      | Chapelle du château de Castelfranc de Montredon-Labessonnié                       |
| Chapelle Saint-Dominique de Mouzieys-Panens                                       | Mouzieys-Panens         |                         | 44° 05′ 31″ nord, 1° 56′ 00″ est |                |                                        |      | Image manquante Téléverser                                                        |
| Chapelle de Taillefer                                                             | Mouzieys-Teulet         |                         | 43° 53′ 21″ nord, 2° 15′ 59″ est |                |                                        |      | Image manquante Téléverser                                                        |
| Chapelle du château de Palleville                                                 | Palleville              |                         | 43° 30′ 06″ nord, 1° 59′ 40″ est |                |                                        |      | Image manquante Téléverser                                                        |
| Chapelle Sainte-Sigolène de Parisot                                               | Parisot                 |                         | 43° 47′ 41″ nord, 1° 50′ 39″ est |                |                                        |      | Chapelle Sainte-Sigolène de Parisot                                               |
| Chapelle de l'école privée de la Salvetat                                         | Payrin-Augmontel        |                         | 43° 31′ 09″ nord, 2° 21′ 20″ est |                |                                        |      | Image manquante Téléverser                                                        |
| Chapelle de Haute-Serre                                                           | Penne                   |                         | 44° 03′ 21″ nord, 1° 46′ 27″ est |                |                                        |      | Image manquante Téléverser                                                        |
| Chapelle Sainte-Madeleine-des-Albis de La Madeleine                               | Penne                   |                         | 44° 04′ 32″ nord, 1° 41′ 54″ est |                |                                        |      | Image manquante Téléverser                                                        |
| Chapelle Sainte-Cécile de Mauribal                                                | Puybegon                |                         | 43° 46′ 59″ nord, 1° 55′ 01″ est |                |                                        |      | Image manquante Téléverser                                                        |
| Chapelle Saint-Julien-le-Vieux de Puycelsi                                        | Puycelsi                |                         | 43° 57′ 16″ nord, 1° 40′ 49″ est | « PA81000018 » | Inscrit MH                             | 2002 | Image manquante Téléverser                                                        |
| Chapelle Saint-Roch de Puycelsi                                                   | Puycelsi                |                         | 43° 59′ 39″ nord, 1° 42′ 33″ est |                |                                        |      | Chapelle Saint-Roch de Puycelsi                                                   |
| Chapelle Saint-James, annexe de la commanderie des Templiers de Vaour de Puycelsi | Puycelsi                |                         | 43° 59′ 31″ nord, 1° 42′ 38″ est |                |                                        |      | Chapelle Saint-James, annexe de la commanderie des Templiers de Vaour de Puycelsi |
| Chapelle de l'école Sainte-Anne de Saint-Géry                                     | Rabastens               |                         | 43° 50′ 07″ nord, 1° 46′ 23″ est |                |                                        |      | Image manquante Téléverser                                                        |
| Chapelle Saint-Médard de Saint-Médard (Rabastens)                                 | Rabastens               |                         | 43° 50′ 11″ nord, 1° 47′ 11″ est |                |                                        |      | Image manquante Téléverser                                                        |
| Chapelle Saint-Michel de Rabastens                                                | Rabastens               |                         | à géolocaliser                   |                |                                        |      | Image manquante Téléverser                                                        |
| Chapelle de Lavaute                                                               | Rayssac                 |                         | 43° 50′ 13″ nord, 2° 22′ 44″ est |                |                                        |      | Image manquante Téléverser                                                        |
| Chapelle Notre-Dame de Lacourtade Haute                                           | Rivières                |                         | 43° 54′ 40″ nord, 1° 59′ 32″ est |                |                                        |      | Image manquante Téléverser                                                        |
| Chapelle de la Madeleine de La Borie-Grande                                       | Saint-Amancet           |                         | 43° 28′ 58″ nord, 2° 06′ 17″ est |                |                                        |      | Image manquante Téléverser                                                        |
| Chapelle funéraire de la famille Soult                                            | Saint-Amans-Soult       |                         | 43° 28′ 34″ nord, 2° 29′ 23″ est | « PA00095628 » | Classé MH                              | 1995 | Chapelle funéraire de la famille Soult                                            |
| Chapelle Notre-Dame de Cabanes                                                    | Saint-Beauzile          |                         | 44° 02′ 10″ nord, 1° 48′ 18″ est |                |                                        |      | Image manquante Téléverser                                                        |
| Chapelle Saint-Dalmaze de Saint-Dalmaze                                           | Saint-Christophe        |                         | 44° 09′ 22″ nord, 2° 01′ 54″ est |                |                                        |      | Image manquante Téléverser                                                        |
| Chapelle Notre-Dame de Cahuzaguet                                                 | Saint-Grégoire          |                         | 43° 56′ 00″ nord, 2° 15′ 19″ est | « PA00095636 » | Inscrit MH                             | 1972 | Image manquante Téléverser                                                        |
| Chapelle Notre-Dame-du-Groc de Saint-Juéry                                        | Saint-Juéry             |                         | 43° 56′ 49″ nord, 2° 12′ 39″ est |                |                                        |      | Image manquante Téléverser                                                        |
| Chapelle Saint-Martial de Cérat de Saint-Martial                                  | Saint-Marcel-Campes     |                         | 44° 04′ 53″ nord, 1° 59′ 34″ est |                |                                        |      | Image manquante Téléverser                                                        |
| Chapelle Sainte-Cécile de Plane Sylve de Saint-Paul-Cap-de-Joux                   | Saint-Paul-Cap-de-Joux  |                         | à géolocaliser                   |                |                                        |      | Image manquante Téléverser                                                        |
| Chapelle Saint-Sulpice de Saint-Sulpice-la-Pointe                                 | Saint-Sulpice-la-Pointe |                         | à géolocaliser                   |                |                                        |      | Image manquante Téléverser                                                        |
| Chapelle Sainte-Cécile du Cayré                                                   | Saint-Urcisse           |                         | 43° 55′ 17″ nord, 1° 37′ 39″ est |                |                                        |      | Image manquante Téléverser                                                        |
| Chapelle Saint-Jacques de La Bouysse                                              | Salvagnac               |                         | 43° 53′ 53″ nord, 1° 38′ 21″ est |                |                                        |      | Image manquante Téléverser                                                        |
| Chapelle Notre-Dame de Vitrac                                                     | Sieurac                 |                         | 43° 49′ 23″ nord, 2° 05′ 26″ est |                |                                        |      | Image manquante Téléverser                                                        |
| Chapelle des élèves de l'abbaye-école royale de Sorèze                            | Sorèze                  |                         | 43° 27′ 04″ nord, 2° 04′ 02″ est |                |                                        |      | Chapelle des élèves de l'abbaye-école royale de Sorèze                            |
| Chapelle Saint-Barthélemy du Nay                                                  | Técou                   |                         | 43° 51′ 19″ nord, 1° 55′ 51″ est |                |                                        |      | Image manquante Téléverser                                                        |
| Chapelle Notre-Dame de la Brune de Roumégoux                                      | Terre-de-Bancalié       |                         | 43° 48′ 15″ nord, 2° 16′ 22″ est |                |                                        |      | Chapelle Notre-Dame de la Brune de Roumégoux                                      |
| Chapelle de la Vaysse                                                             | Terssac                 |                         | 43° 55′ 14″ nord, 2° 04′ 24″ est |                |                                        |      | Image manquante Téléverser                                                        |
| Chapelle Notre-Dame de Montaucel                                                  | Teulat                  |                         | 43° 38′ 09″ nord, 1° 41′ 53″ est |                |                                        |      | Chapelle Notre-Dame de Montaucel                                                  |
| Chapelle du château Scalibert                                                     | Teyssode                |                         | 43° 39′ 04″ nord, 1° 58′ 01″ est |                |                                        |      | Image manquante Téléverser                                                        |
| Chapelle Saint-Laurent de Pouzaque                                                | Vénès                   |                         | 43° 44′ 30″ nord, 2° 10′ 14″ est |                |                                        |      | Image manquante Téléverser                                                        |
| Chapelle Notre-Dame de Verdalle                                                   | Verdalle                |                         | 43° 30′ 42″ nord, 2° 09′ 35″ est | « IA81011180 » |                                        |      | Chapelle Notre-Dame de Verdalle                                                   |
| Chapelle Saint-Étienne de Bresset                                                 | Villeneuve-sur-Vère     |                         | 44° 00′ 18″ nord, 2° 02′ 46″ est |                |                                        |      | Image manquante Téléverser                                                        |